# Fort de Villard
Le fort de Villard, ou fort du Villard, fort Villard du dessous, fort de Villard-Dessous et brièvement fort Marchand, est un ouvrage fortifié alpin, situé à l'est de la commune de Mercury, se situant à 420 mètres d'altitude, dans le département de la Savoie.

## Mission
Le fort de Villard est un des forts composant la place forte d'Albertville, chargée de la fin du XIXe siècle jusqu'au début du XXe siècle, en cas de conflit entre le royaume d'Italie et la République française, de défendre l'accès à la combe de Savoie.
Placé à 420 mètres à l'ouest d'Albertville, le fort surplombe l'agglomération, ce qui lui permettait en cas d'attaque italienne débouchant du col du Petit-Saint-Bernard de couvrir de ses tirs la confluence entre l'Arly et l'Isère, ainsi que la vallée de la Tarentaise jusqu'à Tours-en-Savoie. Le fort est épaulé par les batteries des Granges, un peu plus au nord.

## Histoire
Par le décret du 21 janvier 1887, le ministre de la Guerre Georges Boulanger renomme tous les forts, batteries et casernes avec les noms d'anciens chefs militaires. Pour le fort de Villard, son « nom Boulanger » est en référence au général de division Jean Gabriel Marchand, né à l'Albenc (province du Dauphiné) le 10 décembre 1765 et décédé à Saint-Ismier (Isère) le 12 novembre 1851. Il se couvre de gloire en Espagne et en Russie. Il est fait comte d'Empire en 1808. En 1816, au terme d'un procès de six mois, il est blanchi de l'accusation d'avoir livré Grenoble à Napoléon Ier de retour de l'île d'Elbe. Le nouveau nom devait être gravé au fronton de l'entrée. Dès le 13 octobre 1887, le successeur de Boulanger au ministère, Théophile Ferron, abroge le décret. Le fort reprend officiellement son nom précédent.
Le fort a été racheté pour 79 000 francs le 19 juin 1967 par Monsieur Anastassopoulos, qui l'entretient depuis parfaitement.

## Description

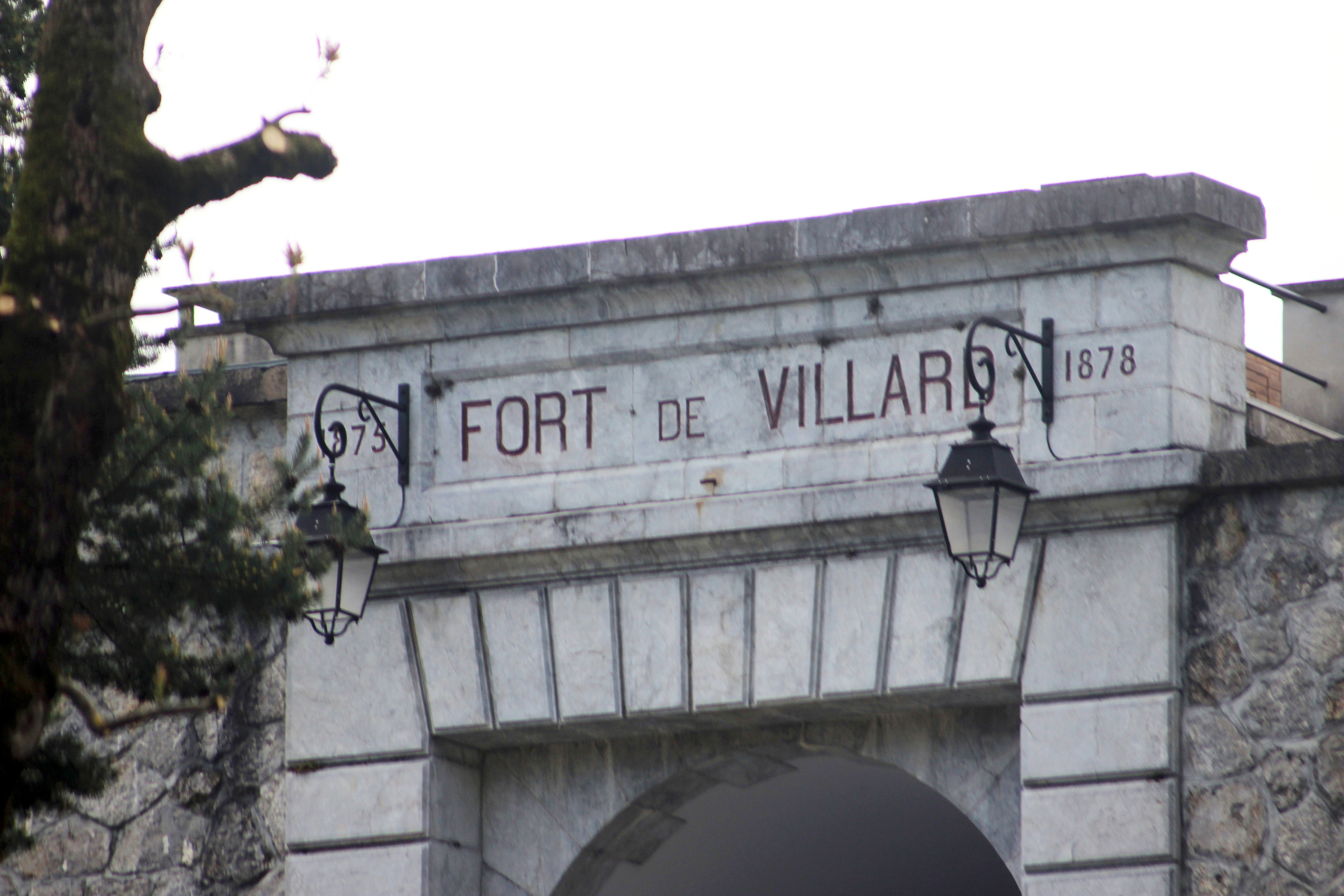
Détail de l'entrée du fort.

C'est un fort Séré de Rivières de première génération. De forme rectangulaire, il était prévu pour une garnison de 411 hommes et 10 canons, tous sur le rempart du cavalier. C'est un grand fort, particulièrement bien dégagé. L'entrée se faisant au milieu d'un des petits côtés. Il est dépourvu de fossé sur son front nord-ouest, garni de créneaux de pied et de fusillade, tandis que le front sud-est montre, à chacun de ses saillants, une caponnière double soit un bastionnet[pas clair]. Le magasin à poudre est prévu pour 45 tonnes de poudre noire. Le casernement possédait un four à pain de 250 rations. À l'instar du fort de Lestal, des maçonneries de moellons sont associées à d'autres de briques de terre cuite, ce qui en fait un fort très esthétique. Un rarissime exemplaire de monte-charge intérieur dans une traverse est réputé s'y trouver encore. Ce fort se situe à peine à 500 m d'Albertville. Parfois renseigné terminé en 1878, ce qu'infirme la fiche technique du génie rédigée en 1881.
Un fossé protège trois de ses côtés, défendus par deux caponnières doubles. Les bâtiments sont en maçonnerie, recouvert par deux mètres de terre. L'intérieur du fort est occupé par un casernement voûté, avec un cavalier au-dessus portant trois traverses-abris et les plateformes d'artillerie.

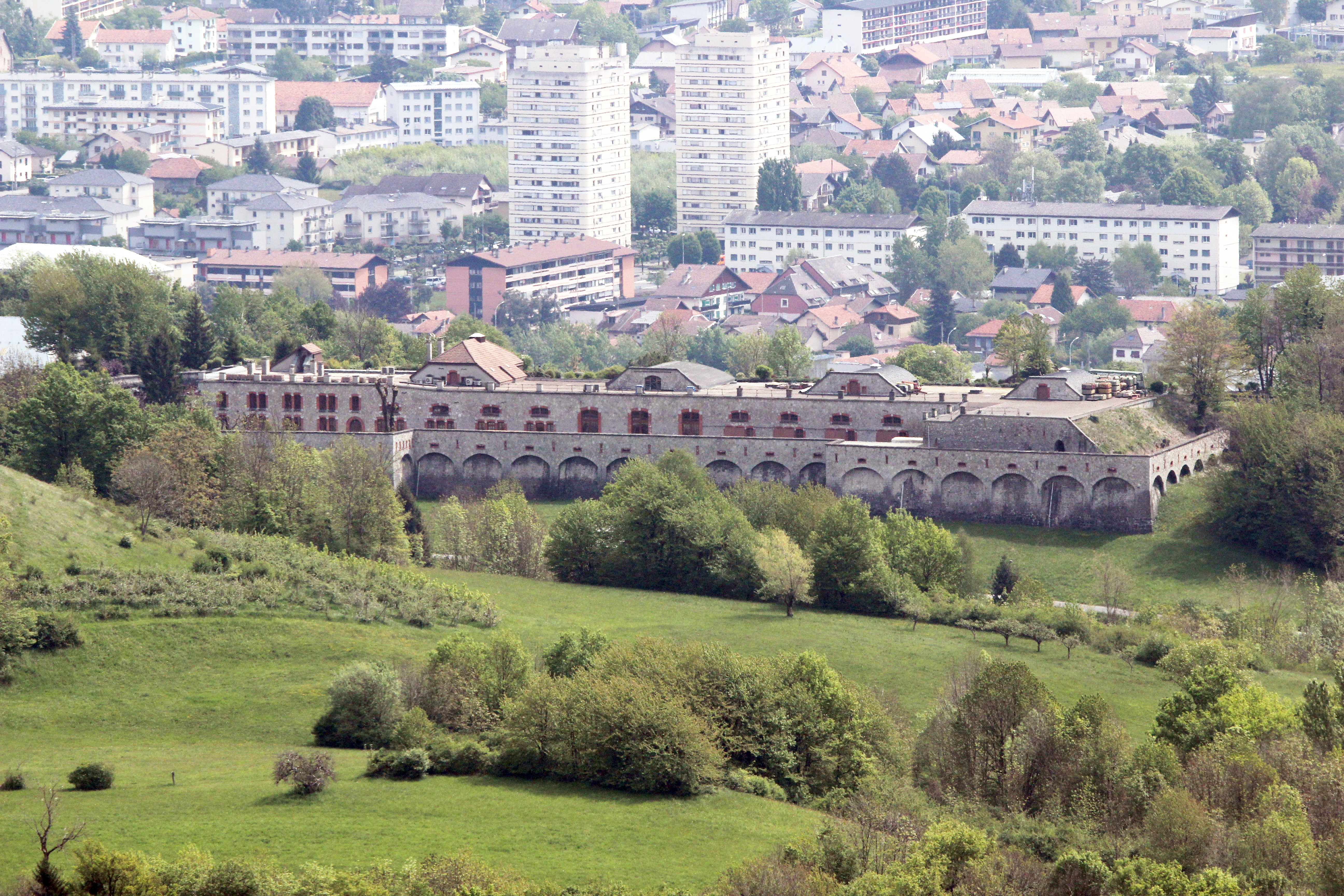
Vue générale du fort.